# Municipio de Oxford (condado de Johnson, Iowa)
El municipio de Oxford (en inglés: Oxford Township) es un municipio ubicado en el condado de Johnson en el estado estadounidense de Iowa. En el año 2010 tenía una población de 1670 habitantes y una densidad poblacional de 15,2 personas por km².

## Geografía
El municipio de Oxford se encuentra ubicado en las coordenadas 41°44′26″N 91°45′59″O / 41.74056, -91.76639. Según la Oficina del Censo de los Estados Unidos, el municipio tiene una superficie total de 109.83 km², de la cual 109,36 km² corresponden a tierra firme y (0,43 %) 0,47 km² es agua.

## Demografía
Según el censo de 2010, había 1670 personas residiendo en el municipio de Oxford. La densidad de población era de 15,2 hab./km². De los 1670 habitantes, el municipio de Oxford estaba compuesto por el 93,53 % blancos, el 1,86 % eran afroamericanos, el 0,18 % eran amerindios, el 1,68 % eran asiáticos, el 0,36 % eran de otras razas y el 2,4 % eran de una mezcla de razas. Del total de la población el 1,86 % eran hispanos o latinos de cualquier raza.